# Ардаганский округ

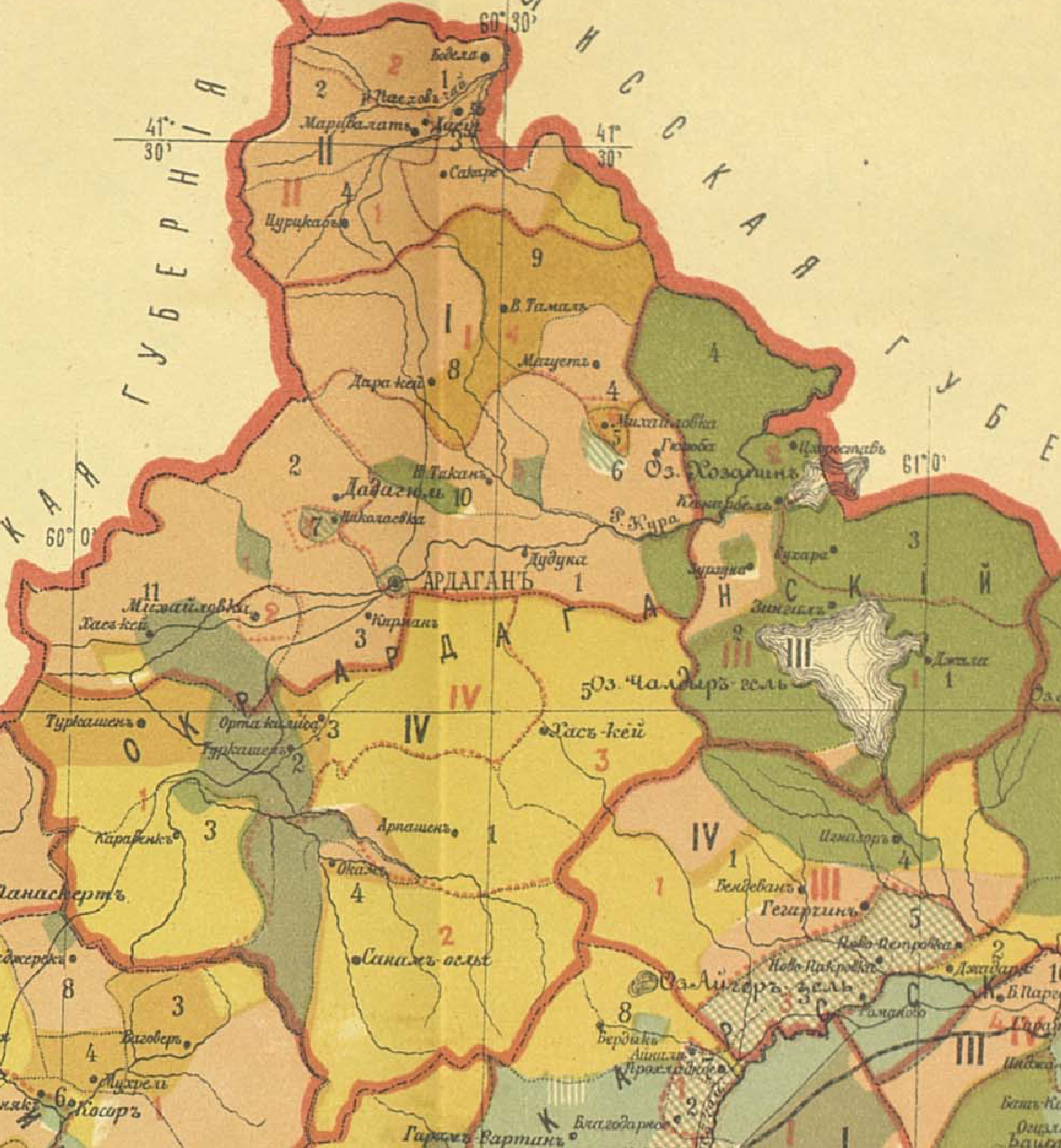
Ардаганский округ

Ардаганский округ — административная единица в составе Карсской области, существовавшая в 1878—1918 годах. Центр — местечко Ардаган.

## История
Ардаганский округ в составе Карской области Российской империи был образован в 1878 году. В 1881 году границы округа были изменены.
В 1914 году с началом Первой мировой войны Турция взяла под контроль часть Батумской и Карсской областей (в частности, территорию Ардаганского округа), после чего под видом военных действий началось массовое истребление армян на других занятых территориях. «Число армян, убитых в районе Артвина и Ардануча оценивается в 7 тыс.».
Массовое уничтожение армян проходило под руководством особой организации, под видом военных действий. Подобное по отношению к мирному христианскому (в основном армянскому) населению происходило и по всему Ардаганскому округу. Территория находилась под контролем турок до начала января 1915 года, когда была возвращена русскими войсками.
Немецкий журналист, ставший свидетелем этих событий, комментируя жестокость турок, восклицал:

Вы должны это видеть…насколько жестокими были их действия. Будь они прокляты… Они не имеют никакого отношения ни к мусульманам, ни к христианам, ни к кому либо!
— Танер Акчам. «A shameful act: the Armenian genocide and the question of Turkish responsibility»
В 1918 году Ардаганский округ, как и вся Карсская область, отошёл к Турции.

## Население
По данным первой всеобщей переписи населения 1897 года в округе проживало 65 763 чел. В том числе, чел.:
- турки — 28 047 (42,65 %),
- курды (совместно с езидами) — 12 565 (19,11 %),
- карапапахи — 7 874 (11,97 %),
- греки — 7 839 (11,92 %),
- туркмены — 4 328 (6,58 %),
- славяне (в основном великорусы (русские), а также малорусы (украинцы), белорусы) — 2 357 (3,58 %),
- армяне — 1 918 (2,92 %),
- поляки — 207 (0,31 %),
- грузины —  137 (0,21 %),
- персы —  137 (0,21 %),
- евреи — 113 (0,17 %),
- осетины —  47 (0,07 %),
- литовцы —  45 (0,07 %),
- татары (азербайджанцы)[Комм. 1]— 37 (0,06 %),
- немцы —  30 (0,05 %),
- аварцы и даргинцы — 27 (0,04 %),
- башкиры — 1 (<0,01 %),
- остальные народности — 54 (0,08 %).

В уездном городе Ардаган проживало 4142 чел.
Согласно Кавказскому календарю на 1915 г., население округа к 1914 году составляло 94 016 чел. Состоит в основном из турок, курдов, карапапахов, греков и армян

## Административное деление
Округ делился на участки, а те на сельские округа. В 1914 году в округе было 4 участка и 14 сельских округов:
- Ардаганский участок (центр — местечко Ардаган)
  - Дадагюльский с.о.
  - Михайловский с.о.
  - Николавеский с.о.
  - Тамальский с.о.
  - Тиканский с.о.
- Гельский участок (центр — село Тахтакран)
  - Варгениский с.о.
  - Коровенкский с.о.
  - Окамский с.о.
  - Родионовский с.о.
  - Хаскейский с.о.
- Посковский участок (центр — г. Ахалцых (располагался за пределами Карсской области))
  - Дигурский с.о.
  - Чильванский с.о.
- Чандырский участок (центр — село Зурзуна)
  - Зинзальский с.о.
  - Канарбельский с.о.